# Wirtschaftsgeschichte der Han-Dynastie
Die Wirtschaftsgeschichte der Han-Dynastie ist gekennzeichnet durch außenpolitische Expansion und Vereinheitlichung von Schrift, Maßen, Gewichten und Bürokratie, die zu einem wirtschaftlichen Aufschwung führten. Angetrieben wurde diese Entwicklung durch die Herstellung effektiver Waffen und Werkzeuge, den Handel mit hochwertiger Seide sowie die staatliche Regulierung von Getreide, Eisen, Salz und Wein. Die Wirtschaft der Han-Dynastie beruhte anfänglich fast ausschließlich auf landwirtschaftlichen Erzeugnissen. Allerdings gab es schon produzierende Regierungsbetriebe und private Gewerbetreibende.

## Bevölkerung
Die Bevölkerungszahlen wurden durch zwei Zählungen während der Han-Dynastie festgehalten.
|             | Haushalte  | Einwohner  |
| ----------- | ---------- | ---------- |
| 1/2 n. Chr. | 12.233.062 | 59.594.978 |
| 140 n. Chr. | 9.698.630  | 49.150.220 |

Der Großteil der Bevölkerung lebte auf dem Land und vom Ackerbau. Auch die Fischerei in Seen und Flüssen war eine verbreitete Arbeit. In den Städten stellten die Menschen vor allem Textilien her oder arbeiteten beispielsweise in der Salzgewinnung.
Die Bevölkerung wurde in verschiedene Ränge differenziert. Der Status wurde als eine Art Belohnung der Regierung vergeben. Es gab insgesamt 20 Ränge, die höchsten 12 konnten allerdings nur von Beamten eingenommen werden. Umso höher der Rang, umso mehr Privilegien genoss man. Wenn jemand ein Verbrechen beging, konnte ihm dieser Rang wieder entzogen werden. Zusätzlich gab es einen Rang, der unter den gewöhnlichen Bürgern anzusiedeln war. Dieser wurde an die vergeben, die als Strafe für ihre Verbrechen für die lokalen Machthaber arbeiten mussten, und war einem gesellschaftlichen Ausstoß gleichgesetzt. Die meisten von ihnen stiegen später wieder auf und wurden dem gewöhnlichen Volk eingegliedert.
Während der Han-Dynastie gab es Sklaven, die ungefähr 1 % der Gesamtbevölkerung ausmachten. Zum Beginn der Dynastie waren diese meist Verwandte von gefangenen Kriminellen, später wurden viele Kinder von ihren Eltern aus finanziellen Gründen verkauft. Die meisten Sklaven sind zu Lebzeiten befreit worden.

## Urbanisierung
Die genaue Anzahl an Menschen, die während der Han-Dynastie in Städten lebten, ist nicht bekannt. Schätzungen schwanken zwischen 6 und 18 Millionen Bewohnern, die in etwa in 1500 Städten lebten. Im 2. und 1. Jhr. v. Chr. wuchsen die Städte, während in der Östlichen Han-Dynastie die Zahlen zurückgingen. Eine Ausnahme bildet die Stadt Luoyang, in der 1–2 n. Chr. nur geschätzte 195.504 Menschen lebten. Später lebten dort bis zu 500.000 Einwohner.
Viele Städte wurden nicht neu gegründet, sondern entstanden in der Nähe deutlich älterer Niederlassungen. Die meisten Städte lagen nördlich des Flusses Huai und es davon auszugehen, dass es zwischen den Städten regen Austausch und Handel gab.
Durch eine Zählung 1–2 n. Chr. sind die Einwohnerzahlen einiger Städte bekannt:
|              | Haushalte | Einwohner  |
| ------------ | --------- | ---------- |
| Ch'ang-an    | 80.000    | 246.200    |
| Loyang       | 52.839    | (195.504)* |
| Ch'eng-an    | 76.256    | (282.147)* |
| P'eng-ch'eng | 40.196    | (148.725)* |

Städte hatten zum einen einen administrativen Zweck und manchmal sogar militärische Hauptquartiere, zum anderen Marktplätze. Diese waren die wichtigsten Orte der Kommunikation in den Städten und wurde durch lokale Autoritäten kontrolliert. Zeitweise gab es in den Städten extrem hohe Kriminalitätsraten und sogar bewaffnete Jugendbanden.

## Soziale Klassen

### Landeigentümer und Bauern

#### Westliche Han-Dynastie
Die frühe Han-Dynastie, auch Westliche Han-Dynastie (chinesisch 西汉, Pinyin xīhàn) genannt, erstreckte sich von 207 v. Chr. bis 9 n. Christus. Nach dem Untergang der Qin-Dynastie gründete Han Gazou (auch genannt Liu Bang) die Han-Dynastie. Als erster Han-Kaiser ergriff er Reformen zur Förderung der Landwirtschaft, indem er die Steuern und Abgaben der Landbevölkerung reduzierte, um so das heruntergewirtschaftete Reich wieder aufzubauen. Viele Bauern erhielten ihr verlorenes Land und Gut zurück.
In der frühen Han-Dynastie wurden Steuern pro Haushalt erhoben, damit wurde das Ziel verfolgt, möglichst viele kleine Landeigentümer zu haben, um mehr Steuereinnahmen erzielen zu können.  Die darauffolgenden Han-Kaiser Huidi (195 – 188 v. Chr.), Wendi (180 – 157 v. Chr.) und Jingdi (157 – 141 v. Chr.) reformierten den Staatsapparat weiter und führten die Politik zur Entwicklung der Wirtschaft fort. Diese zeichnete sich unter anderem in der Einführung eiserner Ackergeräte und der Verwendung von Ochsen als Zugtiere, wodurch die landwirtschaftliche Produktivität deutlich gesteigert wurde.
Unter der Herrschaft von Kaiser Wudi erfolgte die Blütezeit der Han-Dynastie. Dieser schwächte die Macht der Fürstentümer erheblich ab und zentralisierte verstärkt den Staat. Dabei wurden Salz, Eisen und Münzen zum Staatsmonopol erklärt. Zudem dehnte er das Reich weit aus. In seinen späteren Regierungsjahren legte er großen Wert auf die fortwährende Entwicklung der Landwirtschaft.
Die nachfolgenden Han-Kaiser Zhaodi (87 – 74 v. Chr.) und Xuandi (74 – 49 v. Chr.) konnten die vorangegangene Herrschaft Wudi’s nicht aufrechterhalten und leiteten den Niedergang der frühen Han-Dynastie ein. Grund dafür war die steigende Machtzunahme der Großgrundbesitzer. Diese verpachteten ihrerseits Land an die Bauern und genossen, teilweise wegen ihrer Verdienste um das Reich, Steuererleichterungen. Dadurch sanken die Einnahmen der Regierung und die Bauern waren steigenden Steuerbelastungen ausgesetzt. Infolge dieser Ausbeutung verloren viele Bauern ihren Grund und Boden und standen unter der Abhängigkeit der Großgrundbesitzer. Daher konnten sie keine Frondienste für den Staat mehr leisten. Insgesamt nahm die Zahl der Großgrundbesitzer zu und die Zahl der gewöhnlichen Bauern immer weiter ab. Die steigende Unzufriedenheit der Bauern zeigte sich in einigen Bauernaufständen. Schließlich war Kaiser Wang Mang 9 n. Chr. an die Macht gekommen und gründete die Xin-Dynastie.

#### Östliche Han-Dynastie
Die späte Han-Dynastie, auch Östliche Han-Dynastie (chinesisch 东汉, Pinyin dōnghàn) genannt, erstreckte sich von 25 bis 220 n. Christus. Nach dem Sieg über Wang Mang bestieg Kaiser Guangwudi (auch genannt Liu Xiu) 25 n. Chr. den Thron und ändertete die Dynastiebezeichnung wieder zu Han um. Wichtige Handlungen Guangwudi’s zu seinem Amtsantritt waren die Freilassung der Sklaven und die Reformation der Verteilung des Bodens, indem er anordnete, den armen Bauern Land zuzuteilen und ihnen Saatgut und Ackergeräte zur Verfügung zu stellen, was zur Förderung der landwirtschaftlichen Produktion beitrug. Dies führte zu einer kurzen, erneuten Blütezeit unter der Herrschaft von Guangwudi (25 – 57 n. Chr.), Mingdi (57 – 75 n. Chr.) und Zhangdi (75 – 88 n. Chr.).
Jedoch waren die Probleme der frühen Han-Dynastie nicht beseitigt, sondern wurden verstärkt. Durch die Unterstützung der Großgrundbesitzer war Guangwudi, welcher selbst aus einer Großgrundbesitzerfamilie stammte, an die Macht gekommen. Somit musste er ihnen Steuerprivilegien gewähren. Die Macht der Großgrundbesitzer nahm zu und die Zahl der steuerzahlenden Bauern nahm ab. Diese wurden zunehmend in den Ruin getrieben und verloren durch Verschuldung ihr Land oftmals an die Großgrundbesitzer. Hinzu kamen viele Naturkatastrophen und Hungersnöte, wurduch viele Bauern obdachlos und heimatlos wurden.
Als Folge kam es ab 107 n. Chr., unter der Herrschaft von Andi, in verschiedenen Landesteilen zu Bauernaufständen gegen die Unterdrückung der Han-Regierung. Im Jahr 184 kam es unter der Herrschaft von Lingdi zum Höhepunkt der Unruhen, dem Aufstand der Gelben Turbane. Unter der Führung von Zhang Jiao schlossen sich viele verarmte Bauern dem Aufstand an, welcher sich über das ganze Reich ausbreitete. Der Aufstand der Gelben Turbane war der erste große und gut organisierte Bauernaufstand in der Geschichte Chinas. Trotz anfänglicher Erfolge wurde der Aufstand letztendlich niedergeschlagen, doch der Untergang der späten Han-Dynastie war bereits eingeleitet.

### Kaufleute
Der zunehmende Wohlstand und die Verbesserung des Handels aufgrund der Seidenstraße und des allgemeinen Friedens im Lande ermöglichte es Kaufleuten, wertvolle Güter zu handeln und reich zu werden.
Während der Han-Dynastie wurden das Papier und die Seide erfunden, welche beide zu stark nachgefragten Gütern in Ländern entlang der Seidenstraße und zu großen Einnahmequellen wurden. Kaufleute, die aus dem Westen stammten, handelten Pferde, Pelz, Elfenbein und Jade. Die westliche Seidenstraße ermöglichte ihnen, neue Artikel zu erwerben wie Gurken und Sesam. Sie wurden mit neuen Kenntnissen konfrontiert, wie zum Beispiel die Verwendung von Trauben, um Wein herzustellen. Im Jahre 98 v. Chr. wurde sogar ein staatliches Weinmonopol eingeführt.
Kaufleute wurden als niedrige Gelehrte betrachtet und mussten weiße Kleidung tragen als Kennzeichnung ihrer niedrigen Stellung. Den Kaufleuten war es untersagt, Ämter anzutreten, doch sie wurden belohnt, wenn sie wesentlich zur wirtschaftlichen Leistung beitrugen. So war es für sie möglich, sich beträchtlichen Reichtum anzuhäufen und Grundstücke zu erwerben. Weil sich die Wirtschaft der Han-Dynastie weitgehend auf die Produktionsleistung der Bauern verließ, beseitigte die Regierung die schwer lastende Besteuerung von Kleingrundbesitzern und erlegte höhere Steuern auf Kaufleute.
Durch ihren Erfolg konnten die Kaufleute in der frühen Han-Dynastie Funktionen in der Regierung übernehmen. Besonders erfolgreiche Kaufleute konnten sich sogar Titel beim Kaiser kaufen, luxuriöse Häuser bauen und auf Kutschen oder Wagen fahren. In der späten Han-Dynastie jedoch wurden die Kaufleute gestürzt und ihre Zunft war verpönt. Mit ihrem Erfolg entwickelte sich der Neid der anderen Klassen, sodass die Kaufleute zur untersten sozialen Klasse wurden. Gelegentlich gab es Gesetze, welche ihnen verboten, gewisse hochrangige Aktivitäten zu unternehmen, wie zum Beispiel das Kutschenfahren.

### Wehrpflicht
Zur Zeit der Han-Dynastie bestand das Militär aus Wehrpflichtigen, Freiwilligen und Sträflingen. Der Einsatz von Sträflingen war eher in der Qin-Dynastie üblich; unter der Han-Dynastie sind nur wenige Fälle bekannt, bei denen Gefangene durch Amnestie zur Nordwest-Front geschickt wurden. Zu den Wehrpflichtigen zählte man alle Männer im Alter von 23 bis 56 Jahren. Kurzzeitig wurde das Mindestalter nach der Regentschaft des Kaisers Zhao (87–74 v. Chr.) auf 20 Jahre heruntergesetzt. Söhne aus höher gestellten Familien waren in der Lage andere dafür zu bezahlen, damit diese an ihrer Stelle dienten.
Des Weiteren mussten alle Wehrpflichtigen für zwei Jahre in der Armee dienen. Diese zwei Jahre setzten sich zusammen aus einem Jahr Training und einem Jahr im aktiven Dienst. Das Training wurde entweder in der Infanterie, der Kavallerie oder der Marine absolviert. Der aktive Dienst fand in der Hauptstadt, in den Provinzlagern, welche für lokale Sicherheit und Ordnung sorgten, oder in einer der Grenzgarnisonen statt. Die Armee in und nahe der Hauptstadt wurde auch Nord-Armee genannt. Sie wurde von einem Oberst angeführt und bestand aus fünf Regimentern, welche sich jeweils aus mehreren tausend Soldaten zusammensetzten.
Ferner leisteten die meisten Wehrpflichtigen ihren Dienst in der Infanterie. Da der Dienst in der Kavallerie laut mehreren Quellen freiwillig war und wahrscheinlich mit den Angehörigen der privilegierteren Gesellschaft in Verbindung gebracht wurde, weil diese wie schon erwähnt nicht immer zwingend am Wehrdienst teilnehmen mussten.
Nach den zwei Jahren Militärdienst kehrten die Männer wieder nach Hause zurück, wo sie lokale Milizen gründeten, die in Zeiten des Krieges sofort mobilisiert werden konnten. Es existieren keine genauen Aufzeichnungen darüber wie hoch die gesamte Anzahl der Männer war, die für eine Einberufung in Frage kamen. Geschätzt wird, dass es zwischen 300.000 und 1.000.000 Männer gewesen sind. Sicher ist, dass keine Han-Regierung im Stande war diese Anzahl an Menschen einzuberufen, zu trainieren, zu führen, geschweige denn zu versorgen, da es üblich war, dass die Wehrpflichtigen normale Rationen an Essen, Kleidung und Ausrüstung, aber keine Bezahlung erhielten. Zu Kriegszeiten konnte die Freiwilligen-Armee aufgestockt werden. Unter diesen Umständen war es üblich, dass ein General eine Division anführte. Die Division war in Regimenter unterteilt und unterstand jeweils der Leitung eines Obersts.

## Finanzen
In der Han-Dynastie wurde die gesellschaftliche, sowie wirtschaftliche Entwicklungen durch staatliche Institutionen vorangetrieben, die durch eine umfängliche Geldpolitik großen Einfluss auf Landwirtschaft, Handel und Industrie hatten. Das durchschnittliche Einkommen eines Junkers, der im Besitz eines kleinen Anwesens mit 1000 Haushalten war, lag bei ungefähr 200.000 Münzen, da sie von jedem Haushalt 200 Münzen erhielten. Offizielle Gehälter wurden teilweise oder sogar komplett in Münzen ausgezahlt.

### Steuern
Da der Herrscher die höchste Autorität hatte, gehörten ihm theoretisch alle Einnahmen. Diese wurden in zwei Bereiche geteilt, in Kapital, das für die Regierung oder den öffentlichen Sektor bestimmt war, auch fu genannt, und in Kapital für den Kaiserhof tsu genannt. Diese wurden von zwei Ministerien gesteuert, die die Einnahmen und Ausgaben unabhängig voneinander verwalteten. Die Hauptbehörde für die Finanzen der Regierung war das Landwirtschaftsministerium, deren Haupteinnahmequellen verschiedene Steuern waren, die den Bürgern auferlegt wurden und nach 119 v. Chr. die Gewinne aus der monopolistischen Salz- und Eisenindustrie sowie Gewinne die aus „equal supply“ und Preisstandardisierung resultierten. Sie erhielten Einnahmen aus staatseigenen Ländereien und aus Verkäufen, die der Adel tätigte. Die größten Ausgaben waren die Gehälter der Beamten, öffentliche Ausgaben und Militärausgaben, daneben mussten die Kosten für staatliche Feste und Rituale getragen werden. Die Einnahmen der unbedeutenderen Staatskasse tsu wurden geteilt in die erste Instanz von Steuern auf eingetragene Kaufleute und die Steuer auf verschiedene natürliche Produkte der Gebirge, Wälder, Flüsse, Meere, Seen und Sümpfe sowie die Einkünfte aus Handel und Industrie. Ausnahmen waren Erträge aus der Gewinnung von Salz und Eisen, diese gingen den Vorstehern der Landwirtschaft zu. Vor der Einführung der Monopolstellungen gingen die Steuern aus Eisen und Salz an die unbedeutende Staatskasse. Auch Gewinne aus dem staatlichen Land sowie die jährlichen Spenden von Gold der Könige und Marquises gingen in die unbedeutenderen Staatskasse tsu.
Eine wichtige Einnahmequelle der tsu war die Landsteuer. Da kleine Familien mit Landbesitz die Hauptstütze der Steuereinnahmen bildeten, versuchte die Regierung, sie zu unterstützen und die Macht wohlhabender Grundherren und Kaufleute zu begrenzen. Die Regierung minderte die Landsteuer bei ernteschwachen Zeiten aufgrund von Naturkatastrophen. Die Landsteuer wurde 205 v. Chr. auf ein Fünfzehntel festgesetzt, später möglicherweise wieder angehoben, jedoch unter der Herrschaft von Han Huidi 195 v. Chr. erneut auf fünfzehntel gesetzt. 168 v. Chr. wurde die Hälfte erlassen und 167 v. Chr. schließlich komplett für die nächsten elf Jahre abgeschafft. 156 v. Chr. wurde die Landessteuer mit einer Rate von einem Dreißigstel wieder eingeführt, welche sich als Standardrate erwies. Zur Zeit der späteren Han-Dynastie betrug sie aufgrund hoher Militärausgaben ein Zehntel, wurde jedoch 30 n. Chr. wieder auf ein dreißigstel reduziert. Generell berechnete sich die Steuer nach der Fläche der Felder. Die Rate von einem dreißigstel verringerte sich am Ende der Han-Dynastie nochmals auf ein hundertstel, was zur Folge hatte, dass die Kopf- und Grundstückssteuern angehoben wurden, um die Ausgaben zu decken. Die Kopfsteuer für Erwachsene enthielt auch die Grundstückssteuer, diese Steuern waren der fu Steuer zuzuordnen. Zusätzlich musste man jedoch auch Militärdienst leisten. Die Kopfsteuer wurde auf alle Männer und Frauen im Alter zwischen fünfzehn und fünfundsechzig sowie für Minderjährige im Alter zwischen drei und vierzehn Jahren fällig. Für diese Einnahmen wurden Familienregister eingeführt, welche auf den jährlichen Volkszählungen basierten. Durch diese Register konnte man genau erkennen, wer vom Staat zur Besteuerung und zum Militärdienst herangezogen werden konnte. Die k`ou-fu war eine beachtliche Einnahmequelle des Kaiserhofes. Zu Beginn der früheren Han-Zeit betrug sie 120 ch`ien pro Erwachsenen, 240 ch`ien für alle Kaufleute und Sklaven. 189 v. Chr. mussten unverheiratete Frauen im Alter von fünfzehn bis dreißig sogar 600 ch`ien entrichteten. In der nachfolgenden Herrschaft wurde diese auf 40 ch`ien reduziert. Dadurch wollte der Staat ein schnelles Bevölkerungswachstum erreichen. Der Anteil bei Minderjährigen betrug 20 ch`ien und später 23 ch`ien. Die Einnahmen gingen dem Kaiserhof zu bis auf die zusätzlichen 3 ch`ien die zur Herrschaft von Han Wudi der Staatskasse für Militärausgaben zugingen. In der späteren Han-Zeit wurde diese Zahlung der Steuer bei Minderjährigen auf das Alter von 7 bis 14 Jahren herabgesetzt. 85 n. Chr. wurden Frauen bei Geburt eines Kindes drei Jahre und Männer ein Jahr von der Kopfsteuer befreit.
Die Grundstücksteuer wurde auf dem Vermögen des Einzelnen angepasst und betrug 120 ch`ien für 10000 ch`ien Eigentum. Im Jahr 120 v. Chr. vergrößerte sich die Anzahl an Kaufleuten und Handwerkern, sodass sie für 2000 ch`ien Besitz 120 ch`ien zahlen mussten, später dann 120 ch`ien für 4000 ch`ien Besitz. In derselben Zeit kamen Steuern auf Fahrzeuge und Boote hinzu. Die Besteuerung verschiedener Güter ist nicht bekannt, ausgenommen die Steuer auf Spirituosen. Sie betrug 2 ch`ien für 0,2 Liter. Diese Maßnahmen des Staates sollten die Anzahl an Kaufleuten verringern und die Staatskasse füllen.

### Münzarten
Die Han-Dynastie brachte viele verschiedene Münzen hervor.

#### Westliche Han-Dynastie (西漢)
Die frühe westliche Han-Dynastie übernahm zunächst ein paar Münzen der alten Qin-Dynastie.

##### Ban-Liang Münze (半两钱)
Die Ban-Liang Münze ist eine Münze aus der vorhergehenden Qin-Dynastie, die von der Han-Dynastie übernommen wurde. Sie gehört zu den ersten Münzen der Han-Dynastie. Die Ban-Liang Münze wog 3,5–4 Gramm, hatte einen Durchmesser von 2,5 cm und bestand aus Kupfer. Sie war rund und flach und hatte in der Mitte ein viereckiges Loch, so dass man ganz viele Münzen mit einer Schnur zu einem Stapel zusammenfassen konnte. Des Weiteren hatte die Münze links das Schriftzeichen Ban und rechts das Zeichen Liang aufgedruckt, so dass man ihren Wert erkennen konnte.
In der Han-Dynastie wurde es der Bevölkerung erlaubt selbst Münzen herzustellen. Dies führte dazu, dass man Material von der Münze entnommen wurde, um neue Münzen zu gießen. Aus diesem Grund wurde die Münze immer dünner und entsprach nicht den vorgegebenen Gewichtsmaßen. Außerdem führte die Entwertung der Münze zu einer Inflation und Chaos in der Finanzwirtschaft. Dieses Problem wurde von Kaiser Gao Zhus Frau erkannt, die ihrem Gatten dazu riet, eine neue Münze einzuführen.

##### San Zhu Münze (三铢钱)
Die San Zhu Münze wurde nach der Ban-Liang Münze eingeführt. Äußerlich glich sie der Ban-Liang Münze; nur ihre Beschriftung war anders, links stand das Schriftzeichen San und rechts das Zeichen Zhu. Auch sie bestand aus Kupfer und war rund mit einem eckigen Loch in der Mitte. Bei der Einführung hatte sie denselben Wert wie die Ban-Liang Münze.

##### Wu Zhu Münze der westlichen Han (西汉五铢)
Die Wu Zhu Münze wurde 140 v. Chr. nach fünf gescheiterten Geldreformen entwickelt. Sie löste ansatzweise das Geldproblem der Han-Dynastie und entsprach der damaligen Finanz- und Gesellschaftslage. Die Wu Zhu Münze war die langlebigste Münze in der chinesischen Geschichte. Sie überdauerte neun Dynastien und wurde 739 Jahre lang eingesetzt und benutzt.
Sie bestand aus Bronze, war 3,5–4 Gramm schwer und 2,5 cm breit. Äußerlich sah sie genauso aus wie die Ban-Liang Münze, jedoch waren die Schriftzeichen Wu links und Zhu rechts zu sehen. Zusätzlich wurde die Münze außen mit einem dicken Rand ausgestattet, so dass es schwieriger wurde, sie zu fälschen. Damit sollte vermieden werden, dass man Material von der Münze entfernt wurde, um neue Münzen herzustellen.

##### Si Zhu Münze (四铢钱)
Die Münze wurde 175 v. Chr. vom Kaiser Wen eingeführt, da es eine hohe Inflation im Land gab. Auf der Münze waren die Zeichen Si links und Zhu rechts aufgedruckt. Sie wog 2,2–2,8 Gramm und der Durchmesser betrug 2,4–2,6 cm. Sie bestand aus Bronze und war rund mit einem eckigen Loch in der Mitte. Auch hier hat man das Material reduziert, indem man die Münzen abgeschliffen hat und aus dem Pulver wieder neue Münzen gegossen hat. So entstand wieder eine Inflation, was zur Folge hatte, dass die Münze wieder verboten wurde. Die Si Zhu Münze wurde parallel mit der Wu Zhu Münze verwendet.

##### Huo Quan Münze (泉币)
Die Huo Quan Münze stammte aus der Zeit von Wang Mang 14. n. Chr. Anfangs war die Münze 5 Gramm schwer, wurde aber später auf 2,8-3,6 Gramm reduziert, und hat einen Durchmesser von 2,2-2,4 cm. Die Münzen aus der Zeit von Wang Mang gelten als besonders schön und filigran. Wang Mang versuchte, vier Geldreformen umzusetzen, jedoch wurde er bei der vierten Reform gestürzt, da er mit seinen Reformen Chaos in der Gesellschaft und Arbeitslosigkeit schuf. Die Regierungszeit von Wang Mang war die Xin-Dynastie, jedoch liegt sie zwischen der frühen westlichen Han-Dynastie und der späten östlichen Han-Dynastie.

#### Östliche Han-Dynastie (東漢)
Am Anfang der östlichen Han-Dynastie wurden sämtliche Münzen der alten Han-Dynastie sowie die Münzen von Wang Mang verwendet. Allerdings führte dies zu chaotischen Zuständen und wirtschaftlicher Instabilität.

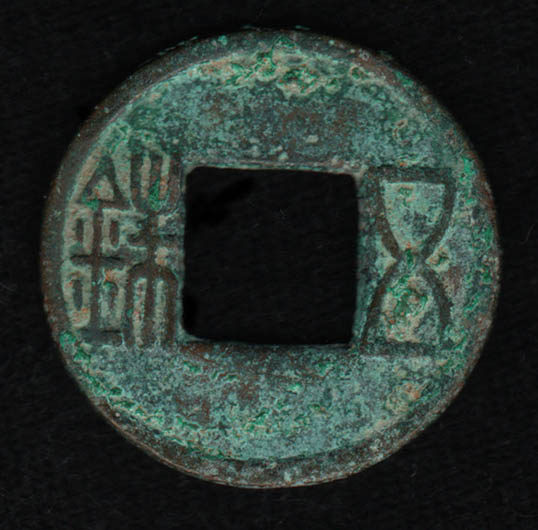
Wu zhu Münze

##### Jian Wu Wu Zhu Münze (建武五铢)
Diese Münze wurde 40 n. Chr. geschaffen, um das wirtschaftliche Chaos im Land zu bekämpfen. Die Münze war anfangs 3 Gramm schwer und 2,6 cm breit. Jedoch nahm ihr Gewicht kontinuierlich ab, so dass die Münze am Ende nur noch 2,5 Gramm wog und an Wert verlor und dadurch eine Inflation entstand, die Unruhen in der Bevölkerung auslöste.

##### Hen Di Wu Zhu Münze (恒帝五铢)
Um die andauernde Inflation zu bekämpfen, wurde die Hen Di Wu Zhu Münze eingeführt. Sie wurde nach dem zweiten Kaiser der östlichen Han-Dynastie benannt, dem Kaiser Hendi.

##### Jian Lun Wu Zhu Münze (剪轮五铢)/Tin huan wu zhu Münze (綎环五铢)
Der Kaiser Ling versuchte die Inflationsproblematik zu lösen, indem er einfach die Hen Di Münze zu zwei verschiedenen Münzen umfunktionierte. Er stanzte das Innere der Münze aus, so dass eine kleine Münze mit einem viereckigen Loch in der Mitte entstand und ein Außenrand, wobei auf den beiden Hälften die Schriftzeichen wu und zhu standen. Die kleine Münze wurde Jian Lun Wu Zhu genannt und der Rand Tin Huan Wu Zhu. Die Jian Lun Wu Zhu war 2,05-2,2 cm breit und 1,5 Gramm schwer.

##### Shi Chu Wu Zhu Münze (四出五铢)
Auch diese Münze stammte vom Kaiser Lingdi; sie war 2,5 cm breit und 3,5 Gramm schwer. Sie wurde wie alle anderen auch wegen der hohen Inflation eingeführt, um die Wirtschaft zu stabilisieren. Die Besonderheit bei dieser Münze ist allerdings, dass das viereckige Loch in der Mitte der Münze, an jeder Ecke mit zusätzlichen Strichen versehen war. D.h. die Ecken wirkten durch den Strich etwas länger. Diese Besonderheit wurde eingeführt, um die Münze von allen anderen Münzen abzugrenzen.

##### Wu Wen Xiao Münze (无文小钱)
Die Wu Wen Xiao Münze ist die letzte Münze, die in der Han-Dynastie eingeführt und in Umlauf gebracht wurde, nämlich vom Kaiser Xian. Jedoch war das Land zu diesem Zeitpunkt bereits im Chaos versunken, so dass diese Münze keinerlei Relevanz mehr auf dem Finanzmarkt hatte.

### Zirkulation von Münzen
Die festgesetzten Steuern mussten nicht zwingend durch körperliche Arbeit und Dienste an die Herrscher geleistet werden, sondern konnten durch Geld beglichen werden. Wenn jemand nicht genug Geld besaß, konnte die Steuer dennoch durch Arbeit abgeleistet werden. Das sogenannte "Hu", das Ministerium der Einkünfte, war verantwortlich dafür, von den Landeigentümern eine Kopfsteuer und eine Ländereiensteuer zu erheben. Diese betrug 120 Münzen pro Kopf.
In der Han-Dynastie gab es nach derzeitigem Stand der Forschung viele reiche Menschen und ein großes Ausmaß an Münzzirkulation, so dass der Münzbestand stetig aufgestockt werden musste.
Auffällig im Laufe der Han-Dynastie war, dass der Reichtum der Menschen nicht mehr an Ländereien und Mitarbeitern gemessen wurde, sondern daran wie viel Geld jemand besaß. Transaktionen von mehreren 100.000 Münzen waren nicht unüblich. Der Einfluss von Geld auf das alltägliche Leben der Menschen nahm zu, da viele Transaktionen, welche üblicherweise über den Austausch von Gütern stattfanden, nun mit Geld getätigt wurden. Bei Epidemien und Hungersnöten, die zum Tode vieler Menschen führten, wurden die Familienangehörige von Verstorbenen mit Münzen ausbezahlt. Die Auszahlung betrug 2000 Münzen für jede verstorbene Person über sieben Jahren.
Kaiser Gāozǔ (206 – 195 v. Chr.) legalisierte die Prägung von Münzen durch Privatleute, so dass in der frühen Han-Dynastie Münzen nicht nur von offiziellen, staatlichen Stellen geprägt und kontrolliert wurden, sondern auch Privatleuten Münzen in Umlauf brachten. In der Folge existierten viele verschiedene Münzen der Han-Dynastie. Kaiser Wǔ (141 bis 87 v. Chr.) versuchte, das Prägen von Münzen zu kontrollieren. Ab 112 v. Chr. war die Herstellung von Münzen auf staatliche Stellen beschränkt. Ferner versuchte Kaiser Han Wudi, Staatsmonopole aufzubauen, um Preisstabilität zu schaffen. Von 118 v. Chr. bis 5 n. Chr. wurden von der Regierung insgesamt über 28 Milliarden Münzen hergestellt, weitaus mehr als in den folgenden Dynastie.

## Staatsmonopole und Handwerk

### Staatsmonopole: Eisen und Salz
Eisen- und Salzerzeugung waren in der Han-Zeit sehr lukrativ für Unternehmer. Da beide Mineralien nur begrenzt vorlagen oder kompliziert zu schöpfen waren, war es ein Leichtes an dieser Stelle private Monopole aufzubauen. Die wenigen Großproduzenten, die die Eisen- und Salzerzeugung bis dahin betrieben hatten, waren alle sehr vermögend geworden. Liu Pi, ein Verwandter des Kaisers Wu (Hàn Wǔdì (漢武帝)) verdiente so viel, dass sein privates Vermögen mit dem des Kaiserhofes rivalisierte. Die Regierung unter Kaiser Wu (regierte von 141 bis 87 v. Chr.) realisierte deshalb die wirtschaftliche Bedeutung mineralischer Produkte, sowie die Notwendigkeit deren Erschließung effizient zu gestalten.
Um die Bildung privater Monopole zu verhindern, wurde der Beschluss gefasst, diese beiden Produktionszweige durch offizielle Behörden leiten zu lassen, der Staat wurde selbst in der Wirtschaft aktiv: 115 oder 117 v. Chr. wurden zentralstaatliche Monopole auf Eisen und Salz eingeführt, später auch auf Alkohol und Münzgeld. Besonders der Salzhandel wurde wegen der Notwendigkeit von Salz als Zusatz zum damaligen Hauptnahrungsmittel Getreide zu einer wichtigen Einnahmequelle des Staates. Um eine Balance von Mineralstoffen zu ermöglichen, war Salz einfach unverzichtbar. Da das Salzangebot von der Produktion an den Orten mit natürlichem Salzvorkommen abhing, war hier durch effektive Steuerung ein höchst profitables Monopol einfach zu schaffen. Die Einführung der Staatsmonopole zeigt die starke Konkurrenz zwischen privaten und staatlichen Industriellen in diesen Bereichen, da in anderen Wirtschaftssektoren wie beispielsweise der Seidenweberei private und öffentliche Unternehmer im Wettstreit nebeneinander existieren konnten. Die Einführung der staatlichen Monopole führte aber nicht direkt zum Abstieg der Produzenten, die bis dahin die Eisen- und Salzindustrien dominiert hatten. Die meisten waren nun in den staatlichen Agenturen angestellt, aber nach einigen Jahren hatten sie einen Großteil ihres Einflusses verloren, da ihre ehemaligen Profite größtenteils vom Staat eingezogen wurden und sie so ihre Unabhängigkeit verloren. Sie wurden zu reichen Kaufleuten, die kaum mehr Rivalen für den Kaiserlichen Hof darstellten.
Die Konkurrenz zeigte sich erst 81 v. Chr. wieder als die Nachprüfung, ob die Staatsmonopole noch notwendig seien, zur „Debatte um Salz und Eisen“ führte. In dieser Debatte führten die Reformisten, die Kritiker der Monopole an, dass im freien Wettbewerb rechtfertigbare Preise für qualitativ hochwertige Güter zu zahlen waren, während unter den Monopolen Güter schlechter Qualität zu so teuren Preisen gefertigt würden, dass normale Bürger sich gar keine Werkzeuge mehr leisten könnten. Unter der Führung durch Behörden gäbe es keine Wahlmöglichkeiten, da alle Waren schlecht seien.
Die Reformierer standen in dieser Debatte den Modernisten gegenüber, der Partei die die politische Lage schon während Kaiser Wus Regierungszeit dominiert hatten. Sie vertraten den Standpunkt, dass die Regierung ohne die Einnahmen durch Eisen- und Salzhandel nicht bestehen könne. Schlussendlich gewannen zwar laut Huan Kuans Aufzeichnung der „Debatte über Salz und Eisen“ die Reformisten diese Debatte knapp, in der Praxis änderte dies aber kaum etwas und schadete auch der Position der Modernisten nicht: die Eisen- und Salzmonopole blieben weiterhin bestehen.
Es dauerte noch bis 44 v. Chr., bis die Abschaffung der Eisen- und Salzmonopole erreicht wurde . Durch ihre abrupte Aufhebung kam es zu signifikanten Verlusten in Regierungseinnahmen, weshalb sie 41 v. Chr. dann ein weiteres Mal eingesetzt wurden. Die Regierungsmonopole blieben in Kraft bis zum Beginn der Östlichen Han-Dynastie, während derer die Eisen- und Salzindustrien unter Lokalregierungen und Privatunternehmern aufgeteilt wurden.
Kaiser Zhang (Han Zhangdi (漢章帝), regierte von 75 bis 88 n. Chr.) führte die beiden Monopole kurzzeitig von 85 bis 88 n. Chr. wieder ein. Der nachfolgende Kaiser He (Han Hedi (漢和帝), regierte von 88 bis 106 n. Chr.) hob sie aber schon früh in seiner Regierungszeit wieder auf. Daraufhin wurden die Monopole so nie wieder eingeführt, sondern die beiden Industrien schlussendlich stark privatisiert.

### Regierungsbetriebe
Die hergestellten Utensilien und Gerätschaften aus Lack und Bronze wurden in großem Umfang in den staatlichen Betrieben produziert und anschließend im ganzen Land verteilt. Es gab landesweit etliche Regierungsbetriebe, die in der Massenfabrikation besondere Geschenke herstellten, welche aber nur vom Kaiser Han geschenkt oder empfangen werden konnten.
Die Finanzen und Schätze des Kaiserhofs waren der Kontrolle eines Ministeriums mit diversen Abteilungen für verschiedene Produkte unterstellt. Das Amt für Kunstgewerbe war beispielsweise für die Herstellung von Spiegeln, Bronzegefäße und Waffen zuständig. Das Amt für Manufaktur stellte ähnliche Erzeugnisse wie die des Kunstgewerbes her, nur mit der Ausnahme, dass diese ihrer Beschaffenheit nach kostengünstiger waren. Darüber hinaus gab es auch eine Weberei, die Kleidung für den Hof produzierte und Handwerker, die für die kaiserlichen Gräber Grabbeigaben herstellten. Des Weiteren kontrollierte das Amt für Manufaktur die Herstellung von Werkzeugen zur Bearbeitung von landwirtschaftlichen Flächen sowie alle Bauvorhaben durch den Einsatz von verschiedenen Amtsträgern. Es existierten Werkstätte zum Abbau von Metallen wie Gold und Bronze. Zudem baute man Kriegsschiffe in bereits bestehenden Komtureien. Eine Reihe staatlicher Betriebe waren auch für die Produktion von hochwertigen Seidenstoffen für den Hof zuständig.
Unter dem Herrscher Wudi wurde entschieden einige Güter wie Münzen, Wein, Eisen und Salz dem staatlichen Monopol zu unterstellen. Diese Erzeugnisse wurden in den staatlichen Betrieben zum größten Teil durch staatseigene Sklaven hergestellt. Eisen gewann als Metall immer mehr an Bedeutung und löste einige Erzeugnisse aus Bronze ab.

### Staatliche Bauprojekte
Nachdem in der Qin-Dynastie erstmals ein Zentralstaat entstand, wurden die Steuergelder in der kurz darauf folgenden Han-Dynastie für viele Baumaßnahmen verwendet, um eine vereinheitlichende Infrastruktur zu schaffen. Die Zentralregierung beauftragte hierzu einen Hofarchitekten, welcher alle Projekte im Staatsauftrag überprüfen sollte. Infolgedessen entstanden Paläste, Mausoleen, Brücken, Kanäle Gärten bzw. Parks und Straßen im Staatsauftrag. Zur Verbreitung des Buddhismus und anderer Religionen wurden vielstöckige Tempel konstruiert, die sich aber nicht signifikant von den zeitgenössischen gewöhnlichen Bauten unterschieden.
Zum Bau der ganzen Projekte wurden Zwangsarbeiter, Rekruten der Armee und Verurteilte eingesetzt. Dabei mussten die staatlichen Verantwortlichen der Haushalte sicherstellen, dass die Bürger ihrer Verpflichtung nachkommen, dem Staat einen Monat lang im Jahr als Arbeitskraft zu dienen. Dazu verpflichtet war jeder Mann zwischen 23 (zeitweise 20 Jahre) und 56 Jahren, mit Ausnahme von den Höherrangigen. Die Wohlhabenden hatten auch die Möglichkeit, jemanden anzuheuern, der für sie die Arbeit verrichtet.

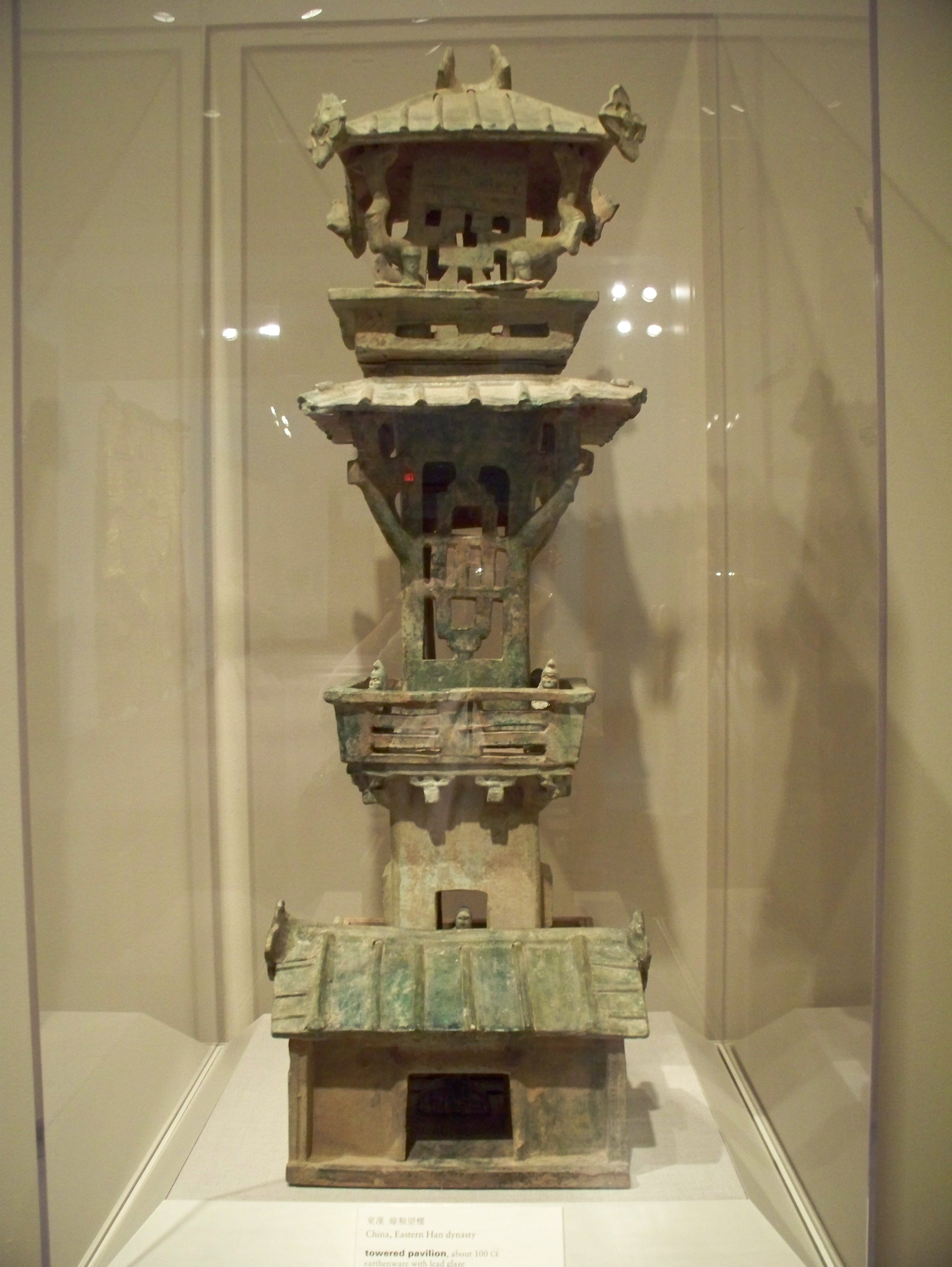
Modell eines Wachturms in der Han-Dynastie

#### Paläste
202 vor Christi wurde Chang’an vom neuen Kaiser Han Gaozu zur Hauptstadt benannt wegen der günstigen landwirtschaftlichen und geographischen Lage. Daraufhin leiteten Kanzler Xiao He und seine Minister dort den Bau eines kostspieligen und extravaganten Kaiserpalasts ein, so wie es zu jener Zeit üblich war. Obwohl es noch Unruhen gab nach dem Beginn der neuen Dynastie, bestanden die engen Untertanen des neuen Kaisers darauf. Von besonderer Bedeutung war dabei die Höhe der Bauwerke. Die Höhe repräsentierte die Macht und den Wohlstand des Kaisers nach außen. So sollte die Höhe der Stadtmauertürme Chang’ans den Rang des bewohnenden Kaisers widerspiegeln und einen Klassenunterschied verdeutlichen. Der Herrscher hatte hierdurch die Möglichkeit, das Volk zu beobachten, ohne vom Volk gesehen zu werden. Die Kaiserstadt wurde mit mehreren Mauern umbaut, die die Stadt, das Palastviertel, den Palast, den Hof und die inneren Gemächer des Kaisers trennten. Hierbei galt die Befugnis, eine Mauer zu durchtreten, als Zeichen von Prestige. Die beauftragten Stadtmauern, wurden allerdings erst nach seinem Tod 190 vor Christi fertiggestellt.
Über die ganze Dynastie hinweg ließen die Kaiser viele Paläste bauen, deren Größe von enormem Ausmaß war. So waren die vier Paläste „Palast der ewigen Freude“ (Changle Gong), „Palast der Unendlichkeit“ (Weiyang Gong), der „Zimtstrauch-Palast“ (Gui Gong) und der „Palast des hellen Lichts“ (Ming Guang Gong) flächenmäßig 20-mal so groß wie die verbotene Stadt zur Zeit der Ming- und Qing-Dynastie.

#### Mausoleen
Für Menschen vom hohen Rang wurden aufwändige Mausoleen gebaut. In diesen wurden verschiedene Tonsoldaten (unter anderem Krieger, Armbrustschützen, Reiter), teilweise auch Elefanten-, Pferde- und sogar Fabelskulpturen integriert. Durch die Bauweise, jedes Modell wurde teilweise in separaten Teilen geformt und zu einem Körper gebrannt, zeigte sich der hohe Grad an Technologie und Bildhauerkunst.

#### Brücken
Beispiele für die zahlreichen Brücken, die in der Han-Zeit erbaut worden sind, sind die Ba-Brücke in Xi’an, welche zwar oft erneuert wurde, deren Fundament allerdings mehr als 2000 Jahre aufgrund der Stellung der 64 Pfeiler unversehrt blieb und die Brücke, die General Wei Qing (verstorben 106 v. Chr.) 127 v. Chr. über dem Wujia Fluss bauen ließ in der heutigen inneren Mongolei. Diese diente zum Transport seiner Truppen und Vorräte für einen Schlag gegen die Xiongnu.

#### Kanäle
Der Zweck des Kanalbaus und der Kanalreparatur war die Prävention von Überschwemmungen und die Ermöglichung von Überwassertransporten. Zu den größeren Kanalreparaturen gehören das Dujiangyan-Bewässerungssystem und der Zheng-Guo-Kanal, die beide in der Qin-Dynastie (221 v. Chr. – 206 v. Chr.) zuvor erbaut worden waren.

#### Gärten
Der Gartenbau, der zuvor zwar präsent war, blühte in der Han-Dynastie auf. Unter Kaiser Wudi wurde der Bau des „Wald-Park“ (Shanglin Yuan) veranlasst. In diesem wurden diverse Wege, Brücken, Pavillons, zwölf Palasthallenkomplexe und viele Gärten für verschiedene Anlässe gebaut (zum Beispiel Hunderennen oder zum Halten von seltenen Tieren). Er gilt als größter Park in der chinesischen Geschichte.
Chronist Sima beschrieb: „Am südlichsten Punkt gedeiht im Winter noch allerlei, während am nördlichsten Punkt im Sommer Stein und Bein gefriert.“

#### Straßen
Als Beispiel für die Ausarbeitung der Infrastruktur auf dem Land dient eine Route, die zur Zeit der östlichen Han-Dynastie im Jahr 63 ausgearbeitet wurde. Sie führte von den Qilian Shan bis in die damalige Hauptstadt Luoyang. Für diesen Vorgang wurden 623 Bockbrücken, fünf große Brücken, Straßen in Länge von 107 Kilometern und 64 Gebäude (Raststätten, Postämter etc.) gebaut.

## Landwirtschaft

### Getreideanbau
Abhängig von Klima und Erde wurden zur Zeit der Han-Dynastie alle möglichen Getreidearten angepflanzt. Im Süden, unterhalb des Jangtse Tals, stand viel Wasser zur Verfügung, dort galt Reis als Grundnahrungsmittel. Im Norden hingegen wurden hauptsächlich Weizen und Hirse kultiviert und im äußersten Nordwesten Chinas war es Gerste.

### Landwirtschaftliche Veränderungen
Zur Zeit der Han-Dynastie gab es Maßnahmen, um Vereinheitlichung und die Erschließung eines zentralisierten Reiches zu fördern. Zu den wichtigsten Veränderungen zählten zwei revolutionäre Innovationen im Landwirtschaftssektor. Während zuvor Werkzeuge aus Stein oder Holz verwendet und Vieh lediglich zum Transport genutzt wurde, wurden fortan Werkzeuge und Geräte aus Eisen eingeführt. Vieh wurde zum effektiven Anbau mit dem Pflug gebraucht, dies erlaubte Bauern in kurzer Zeit mehr und tiefer anzubauen, sodass Saat geschützt wurde und eine bessere Ernte erzielt werden konnte.

### Gesetze für die Agrarwirtschaft
Man folgte in dieser Zeit dem Motto, dass Agrarkultur die Basis der Welt formte. Dem Agraranbau wurde besondere Bedeutung durch verschiedene Gesetze zuteil, die die Bereiche „Landwirtschaft“, „Getreidespeicher“ und „Ställe und Parks“ regelten. In diesen Gesetzen wurde das Wetter und dessen Auswirkungen auf Pflanzen und Ernte beschrieben. Vorschriften bestimmten spezielle Zeitabschnitte, in denen gewisse Arbeiten verrichtet werden mussten. Beispielsweise war es verboten, außerhalb einer bestimmten Saison Holz zu hacken. Weitere Bestimmungen beinhalteten das Füttern und Versorgen von Vieh, sowie wann es erlaubt war, Unkraut oder ungewollte Pflanzen vom Feld zu entfernen.
Zur Kontrolle wurden Landkreise in Gemeinden (xiang) unterteilt, diese wiederum in Kommunen (ting) und diese in kleine Dörfer (li). In jeder dieser Instanzen wurde lokal ein offizielles Oberhaupt bestimmt, das niederste Amt war somit das Dorfoberhaupt (likui). Wurde den Statuten nicht gefolgt, so wurde bei schlechten Resultaten der Bauern, das Dorfoberhaupt oder der Zuständige bestraft, beispielsweise durch 30 Fußschläge.

### Aufgabe und Leben der Bauern
Es gab verschiedene Arten von Bauern, zum einen die, die Land besaßen und zum anderen diejenigen, denen der Staat Land zuwies. Letztere fungierten als Pächter und im Gegenzug zur Abgabe von bis zu zwei Dritteln ihrer Ernte, durften sie das bereitgestellte Land, Ochsen und Werkzeug nutzen. Die Bauern hatten Abgaben in Form der Ernte zu leisten. Das Bauernleben war geprägt durch Eintönigkeit, harte Arbeit und ständige Wiederholung. 1, S. 167.
Aus einem Bericht des Regierungsbeamten Chao Cuo (晁錯) wird deutlich, wie schwer das Leben der Farmarbeiter wirklich war. Er beschreibt, dass in einer Bauernfamilie mit 5 Mitgliedern, in der mindestens 2 Arbeitsdienst leisten müssen, höchstens 100 mou (11,3 Hektar) kultiviert werden konnten. Daraus konnten sie maximal eine Ernte von 100 shih (ca. 2000 Liter) beziehen. Mit dieser Ernte schafften sie es gerade zu überleben, allerdings mussten meist unerwartet zusätzliche Steuern bezahlt werden. In dieser Zeit kam es oft vor, dass Bauernfamilien ihre Habseligkeiten verkaufen oder einen Kredit aufnehmen mussten. Um diesen zurückzuzahlen, mussten anschließend teilweise Felder, oder Kinder und Enkel als Sklaven verkauft werden.

### Wechselnde Wölbäckermethode

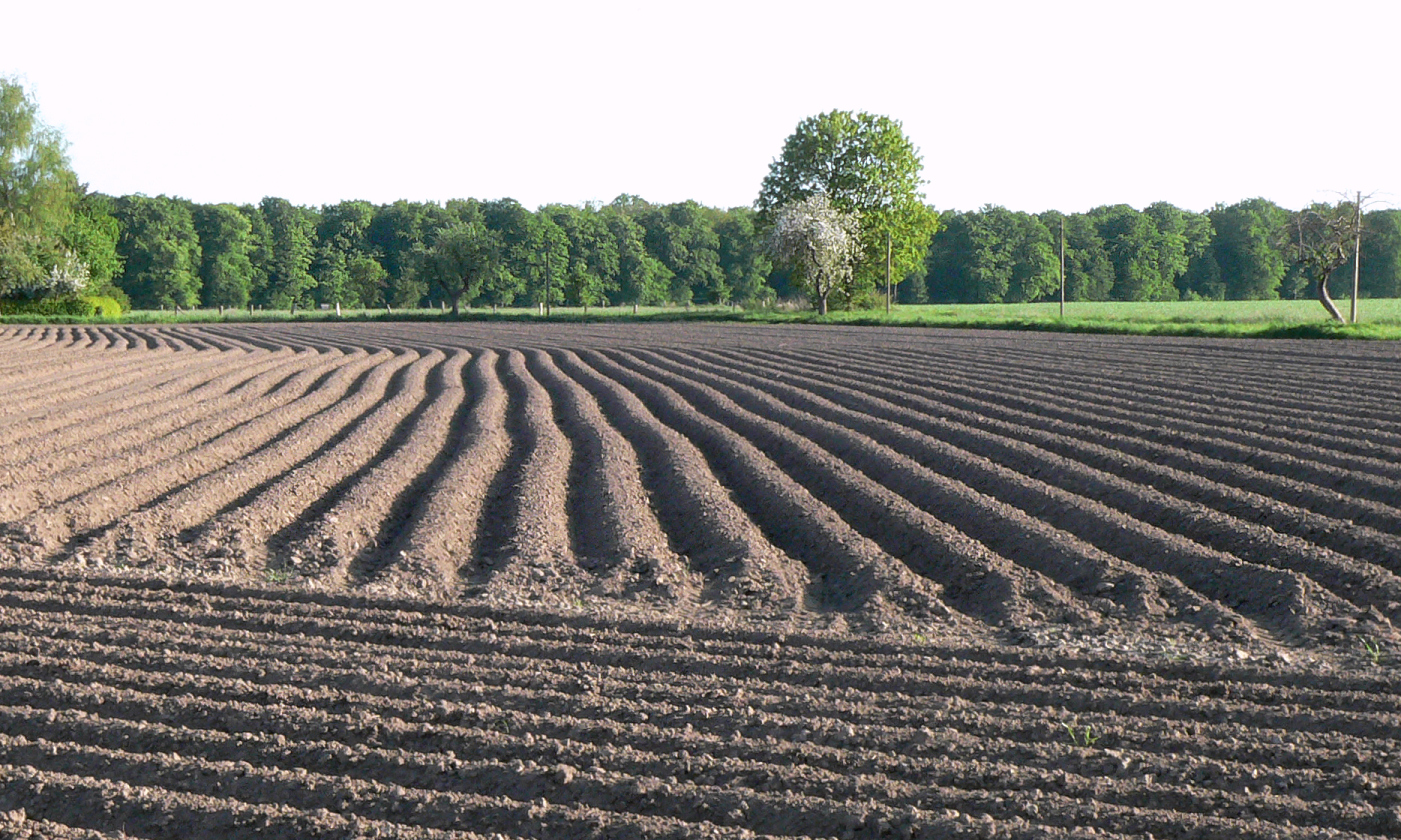
Beispiel eines Ackers mit Furchen und Kämmen

Unter der Regierung Kaiser Wus führte Getreideverwalter Zhao Guo (趙過) die wechselnde Wölbäckermethode ein (ca. 90 v. Chr.). Das Beet bestand dabei aus jeweils 6 Furchen und Kämmen, welche jeweils ein Fuß (ca. 28 bis 32 cm) breit waren, und sich über bis zu 240 Fuß erstreckten. Diese wurden saisonbedingt abwechselnd bepflanzt. Zur Bepflanzung wurde die Saat in die Furchen gestreut. Nach dem Keimen, fiel beim anschließenden Unkrautjäten die Erde von den Kämmen und beschützte somit die Saat in den Furchen. Dies sorgte für tiefe Wurzeln, Wind stellte kein Problem mehr dar und Wasser konnte besser konserviert werden. Zu Beginn des Sommers war das Feld dann schließlich auf einer Ebene wiederzufinden. Im nächsten Jahr wurden die Positionen der Furchen und Kämme getauscht, was die Fruchtbarkeit fördern sollte und schließlich weniger Düngemittel erforderte. Diese Methode erwies sich, nach Vergleichen mit anderen Feldern, die nicht so viel Ernte erbrachten, als sehr erfolgreich.

### Pflug

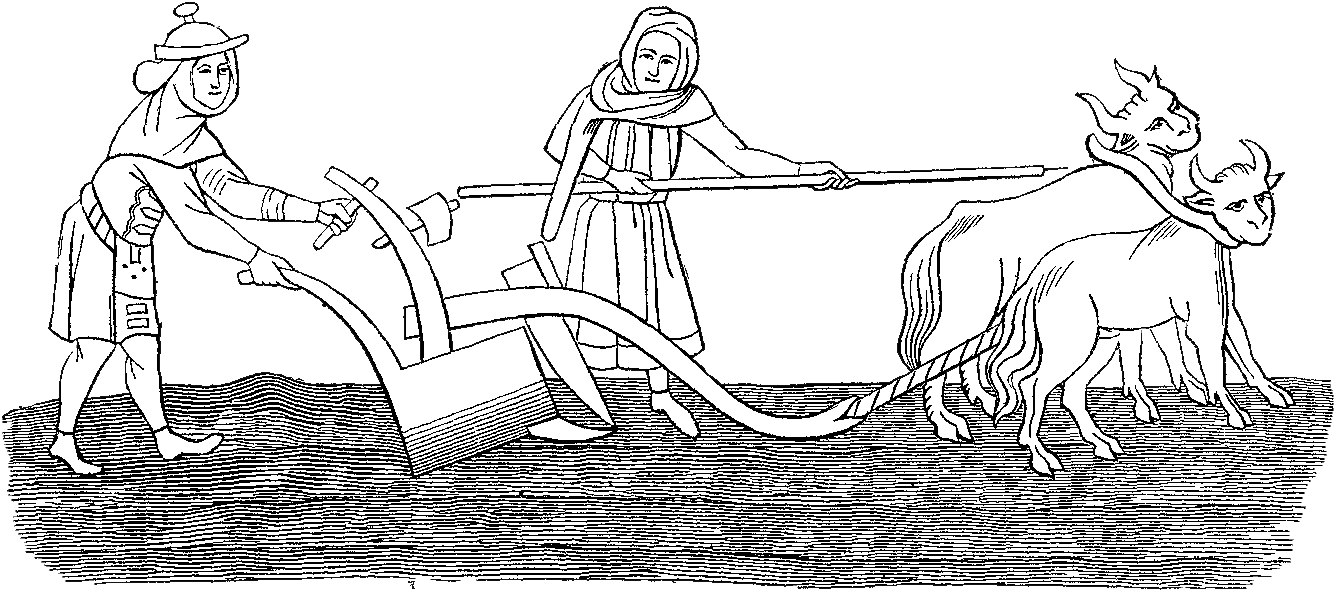
Pflug mit zwei Scharen

Zu dieser Zeit entstand wahrscheinlich gleichzeitig eine neue Art des Pfluges, die in Zhao Guos System häufig verwendet wurde. Der Pflug hatte zwei Pflugscharen und wurde von zwei Ochsen gezogen. 3 Männer lenkten diesen und kontrollierten die Tiere. Bauern aus dem Osten entwickelten einen Nasenring, der es ihnen erlaubte Ochsen und Pflug durch lediglich eine Person zu kontrollieren. Da nicht immer Vieh zur Verfügung stand, entwickelte Zhao Guo des Weiteren eine Methode, bei welcher der Pflug allein durch Menschenkraft gezogen werden konnte.

## Handel

### Binnenhandel
Der damalige Schwerpunkt des Handels lag in Städten und zentralen Marktplätzen. Hier wurden Waren und Dienstleistungen ausgetauscht. Durch das wirtschaftliche Wachstum dieser Zeit wurden viele Städte um die damalige Hauptstadt Chang’an (heute Xi’an) erbaut, um den Handel weiter auszubauen. Es wurden Deiche, zum Schutz der Städte und Kanäle gebaut, und die Infrastruktur verbessert. Ein Kanal, der Chang ‘an mit dem Gelben Fluss verband, war 125 Kilometer lang. Dieser Kanal war ein Transportweg für Nahrung zur ruralen Bevölkerung. Es wurden Steinstraßen erbaut und Steinbrücken ersetzten die zu kleinen und meist maroden Jochbrücken, um der wachsenden Kapazität von Wägen für den Warentransport gerecht zu werden. Das Handelswachstum führte wiederum zu einer weiteren Ausbreitung und Neugründung von Dörfern und Städten innerhalb des Han-Reiches.
Obwohl während der späten Han-Dynastie, um das Jahr 100 – 110 n. Chr., versucht wurde, den Handel zu drosseln, wurde ein noch nie da gewesener und weit verbreiteter Verbrauch von Luxusgütern in der Zeit erreicht. Die damals verkauften Luxusgüter waren unter anderem Lackkunst, Bronzearbeiten und Seidenbrokatgewänder.

#### Handelsgüter
Es wurden vor allem Tiere (Rinder, Pferde, Schafe, Schweine und Fisch) und Sklaven gehandelt. Weitere Produkte, die verkauft wurden, waren:
- Tierprodukte
- Naturstoffe (Lacke, Früchte, Getreide und Holz)
- Grundnahrungsmittel und produzierte Nahrungsmittel (u. a. alkoholische Getränke und Soßen)
- Textilien (Seide und Filz)
- Wagen oder Karren
- angefertigte Güter aus Bronze, Eisen und lackiertem oder unbearbeitetem Holz

Rentable Unternehmenszweige damals waren:
- die Viehzucht (Rinder, Pferde, Schafe, Schweine oder Fisch)
- Forstbetriebe (u. a. vom chinesischen Trompetenbaum)
- Obstplantagen und Bambus-Plantagen
- die Zucht von Gartenpflanzen

Die Mehrzahl dieser Produkte wurde für die Oberschicht produziert und an diese verkauft.

### Außenhandel
Die Regierungszeit des Kaisers Wu von Han, chinesisch 漢武帝 / 汉武帝, Pinyin Hàn Wǔdì, (* 156 v. Chr.; † 29. März 87 v. Chr.) gilt als Glanzzeit der Han-Dynastie und vor allem des Außenhandels, er regierte 54 Jahre lang (141 bis 87 v. Chr.).

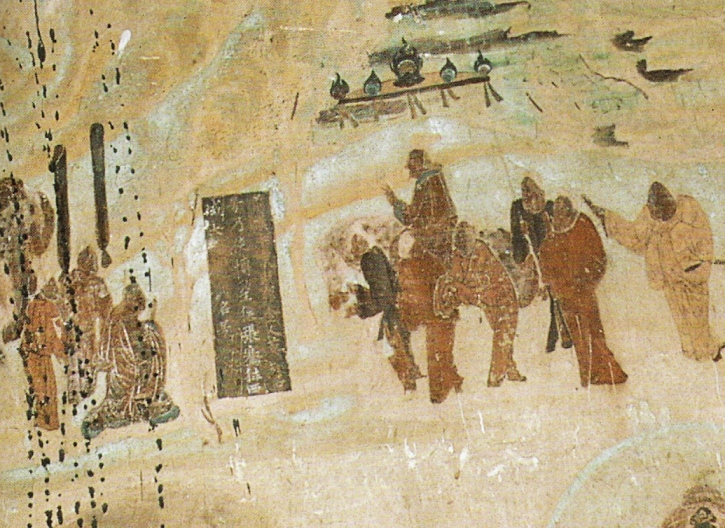
Darstellung der Reisen Zhang Qians

138 v. Chr. beschloss Kaiser Wu ein Bündnis mit der Yuezhi im heutigen Tadschikistan zu schließen und betraute General Zhang Qian mit dieser Mission. Obwohl es ihm misslungen war, dieses Bündnis zu bilden, fesselte er die Aufmerksamkeit des Hofes durch seine Berichte über den dynamischen Handel der sechsunddreißig Königreiche westlich der chinesischen Grenzen. Das Geschäftsinteresse des Kaisers wurde vor allem durch die Beschreibung der prächtigen Pferde, die Zhang im Ferghana-Tal gesehen hatte, geweckt. Sie waren stark und schnell, sodass sie die chinesische Armee geradezu unbesiegbar machen würden. Trotz diplomatischer Verhandlungen und des Besuchs von Handelsdelegationen im Ferghana-Tal konnten keine Pferde erworben werden, durch diesen Misserfolg kam es zu zwei Großinvasionen der Chinesen. Das gesamte Gebiet zwischen China und dem Ferghana-Tal wurde erobert, die Chinesen sicherten sich nicht nur die Pferde, sondern auch fremde Märkte, auf denen sie ihre Waren verkaufen konnten.
Kaiser Wu unternahm Feldzüge in die Mongolei, Südchina, Vietnam und Korea. Im Gegensatz zu seinen Vorgängern ging er ab 135 v. Chr. offensiv gegen die Hunnen vor und konnte sie 21 v. Chr. entscheidend schlagen. Dieser Sieg garantierte für Jahrzehnte den sicheren Warenaustausch mit dem Westen über die Seidenstraße. Die Wirtschaft des Han-Reichs wurde durch bedeutendes Bevölkerungswachstum, steigende Städtebildung, Zunahme des Handels, definiert. Die Seidenstraße erleichterte den Außenhandel.

Erste Außenhandelsbeziehungen sind auf den kaiserlichen Gesandten Zhang Qian zurückzuführen, er wird als Vater der Seidenstraße verehrt. Mit seiner Person verbindet sich die Öffnung der Handelswege nach Baktrien und Sogdien, die unter Kaiser Wu weiter ausgebaut wurden. Neben dem erwarteten Handel und die daraus resultierenden Profite, galt dem Interesse an der Westorientierung ebenfalls die Erschließung von Land. „Entlang der Seidenstraße wurden zahlreiche Grenzstationen errichtet.“ „Der Vorstoß nach Zentralasien war Teil einer geradezu explosiven Ausweitung des Reiches unter Kaiser Wu.“ Han-Chinas steigender Wachstum und seine politisch-militärische Expansion begünstigten den Handelsverkehr zwischen den chinesischen Ländern und diversen Regionen Asiens. Im Rahmen des Krieges mit den Erzfeinden, den Xiongnu, weitete sich Han-China entlang der Seidenstraße aus. Dem folgte eine Ansiedlung chinesischer Soldaten und ein Strom von Zwischenhändlern in diese Region. Über Kanton und Nordvietnam wurde die Anbindung an den indo-iranischen Seehandel geschaffen. Es entstanden erste Kontakte Han-Chinas nach Persien und indirekt sogar zum Römischen Reich.

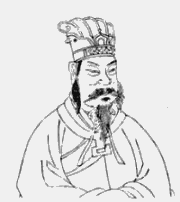
Kaiser Wu Han

#### Seidenstraße
Die Seidenstraße (chinesisch 絲綢之路 / 丝绸之路, Pinyin Sīchóu zhī lù) ist ein Netz aus vielen Karawanenstraßen, die den Osten und Westen und verschiedene zentralasiatische Königreiche wie Bukhara, Samarkand, Bishkek und Islamabad im Westen mit den wichtigsten Städten Chinas verbunden hat, insbesondere aber mit der im Osten liegenden Hauptstadt der Han und Tang Dynastien, Chang’an. Deren größte Bedeutung erreichte sie zwischen 115 v. Chr. und dem 13. Jahrhundert. Mehr als 6.000 Kilometer lang war die Handelsroute, die sich in mehrere Teilstränge aufsplittete. So führte ein Weg von Shaanxi in Richtung Europa nördlich, ein anderer südlich um die Salzwüste Taklamakan herum.
Die Ursprünge der Seidenstraße können auf das Han-Reich zurückgeführt werden. Über diese Handelswege gelangte neben Armeen, Kaufleute und Gelehrte auch Waren wie Seide, durch welche der berühmte Name der Straße entstand. Ebenfalls wurde über die Handelsroute Papier und Schwarzpulver in die arabischen Länder transportiert, das von dort aus nach Europa gelangte. Banditen und Räuber wurden auf den Warenstrom und die Reichtümer der Händler aufmerksam. Daraufhin wurden die Karawanen des Han-Reiches mit Geleitschutz ausgestattet und die große Mauer wurde nach Westen ausgebaut.
Neben den späteren Seewegen ist die Seidenstraße ein Geflecht aus Pässe, Wander- und Handelswegen, auf welchen die „Zwischenhändler“ aus den einzelnen Reichen und Länder die Waren transportierten. Mensch und Tier mussten auf weiten Teilen dieser Straße sowohl klimatischen, als auch geographischen Bedingungen trotzen. Wüsten, Steppen, Sumpfgebiete, Flüsse und Gebirge mussten sie passieren. Naturgewalten wie Sandstürme, Wassermangel, Temperaturunterschiede zwischen Tag und Nacht von bis zu 40 Grad und Wegelagerer machten den Händlern hier zu schaffen. Bis zu fünf Monate dauerte der Transport der Waren allein durch die Wüste Taklamakan. In Kashgar wurden die Waren neu sortiert, um dann nördlich über das heutige Kirgistan und Kasachstan zum Schwarzen Meer transportiert zu werden, weiter südlich über den Pamir nach Persien oder gar über die Karakorum-Berge im heutigen Afghanistan nach Indien. Insgesamt dauerte die Reise zwischen China und dem Mittelmeerraum in eine Richtung zwei bis drei Jahre. Schließlich lagen mit Bergen bis zu 7.000 Metern Höhe einige der höchsten Gebirgspässe der Welt auf dem Weg der Händler. Die Hauptroute verbindet drei der wichtigsten Kulturstätte jener Zeit: China, Indien und den Iran. Eine entscheidende Voraussetzung für die Öffnung des Reiches nach Osten, fand unter Kaiser Wu durch seine Expansion in alle Himmelsrichtungen statt. Indem er mit seiner Armee Gebiete im Süden, Osten und Norden eroberte, konnten die Handelswege nach Westen geöffnet werden. Die Hochzeit des florierenden Handels der Seidenstraße folgte auf Wudis Eroberungszug. Auseinandersetzungen zwischen den „Parthern“ mit dem römischen Kaiser Augustus, machte die Straße jedoch vorerst nur im Osten sicher. Nachdem die Römer gesiegt hatten, entflammte der Handel mit Fernost aufs neue. In der späten Antike wurde der Handel durch die römisch-persischen Kriege aufs neue beeinträchtigt, jedoch kam dieser nicht zum Stillstand. Ein Teil der Waren wurde möglicherweise über die Arabische Halbinsel gelenkt.

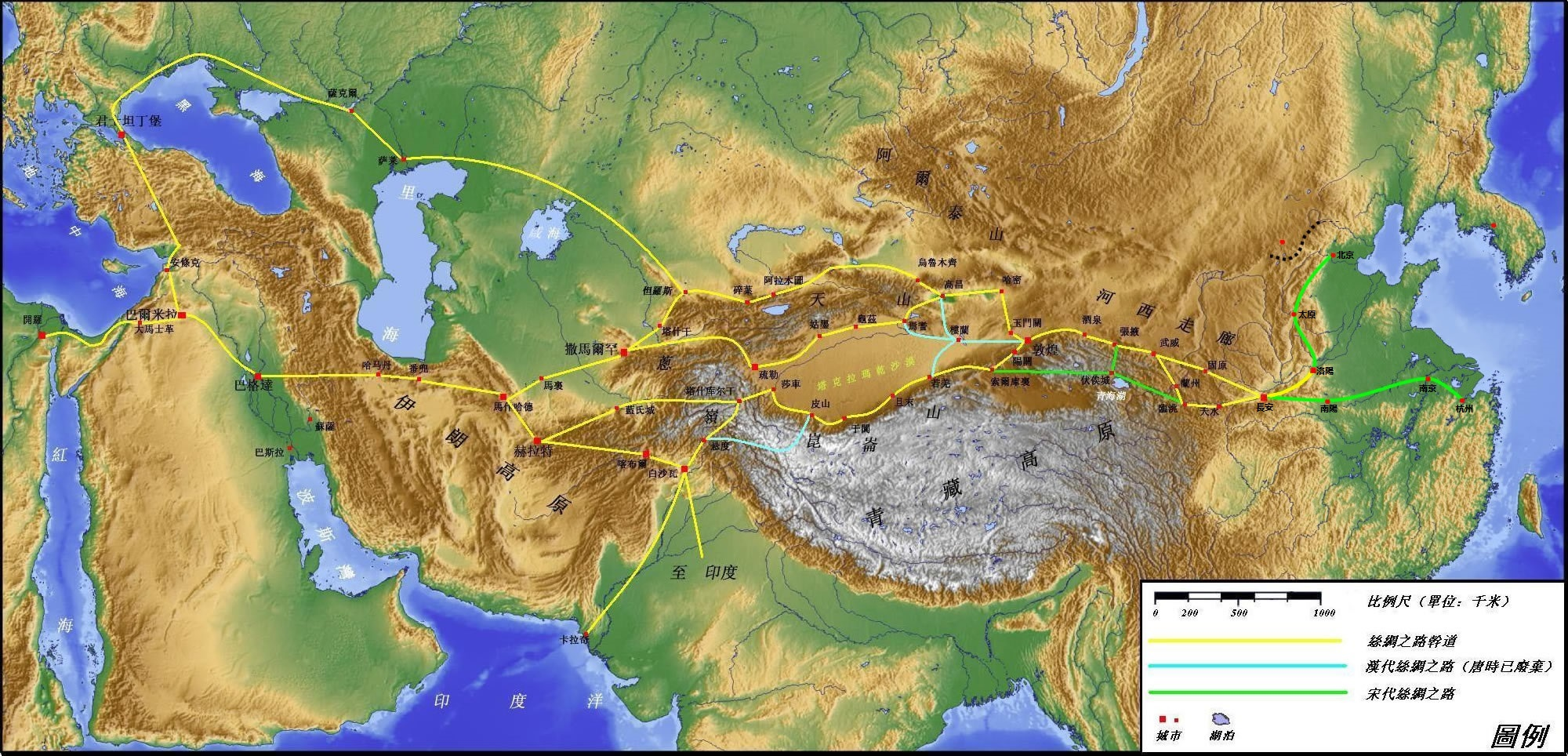
Seidenstraße

#### Handelsgüter der Seidenstraße
Für den Westen und vor allem für das römische Reich war Seide das wichtigste Luxusgut, dass von China nach Europa transportiert wurde. Karawanen nach China transportierten unter anderem Edelsteine, Gold und vor allem Glas, das in China wiederum vom römischen Reich als Luxusgut beliefert wurde. Weitere Waren der Route waren Porzellan, Jade, Bronze, Keramik, Lacke und Eisen. Die Karawane jedoch gingen nicht von den Grenzen Roms bis nach China, die Waren tauschten auf dieser Handelsstraße mehrmals den Besitzer und gewannen somit auch mehr an Wert.
Seide war dennoch die wichtigste Ware für den Westen. Chinas Seidenstoffe genossen hohen Ruhm wegen ihrer Feinheit und Schönheit. Sie dienten als Bekleidungsmaterial zur Versorgung vieler Menschen und waren ein wesentlicher Posten im Außenhandel des alten China. Bis in das zweite Jahrhundert v. Chr. geht die Entwicklung der Seidenmanufaktur zurück. Im römischen Reich gehörte Seide neben Purpur und Glas zu den Luxusartikeln. Aus China gelangten neben Seide auch Gewürze, Parfüme, Tee oder Samen exotischer Pflanzen nach Europa. Umgekehrt machten die Händler in China mit Elfenbein, Gold, Silber oder Wein ihr Geschäft.

#### Indirekte Handelsbeziehungen zum Römischen Reich
Das römische Reich wurde in China als „Daqin“ (Großes Qin) bekannt und durch ihre Dominanz mythologischer Vorstellungen über den fernen Westen, wie eine Art Gegen-China am anderen Ende aufgefasst. Die Römer bezeichneten die Chinesen als „Serer“. Aus römischen Manufakturen in Alexandria und Syrien wurde hochwertiges Glas nach Asien exportiert, darunter auch nach Han-China. Weitere römische Luxusartikel, wie goldfarbige Stoffe, goldbestickte Teppiche, Asbest-Stoffe und Byssus wurden von den chinesischen Kunden hoch geschätzt.

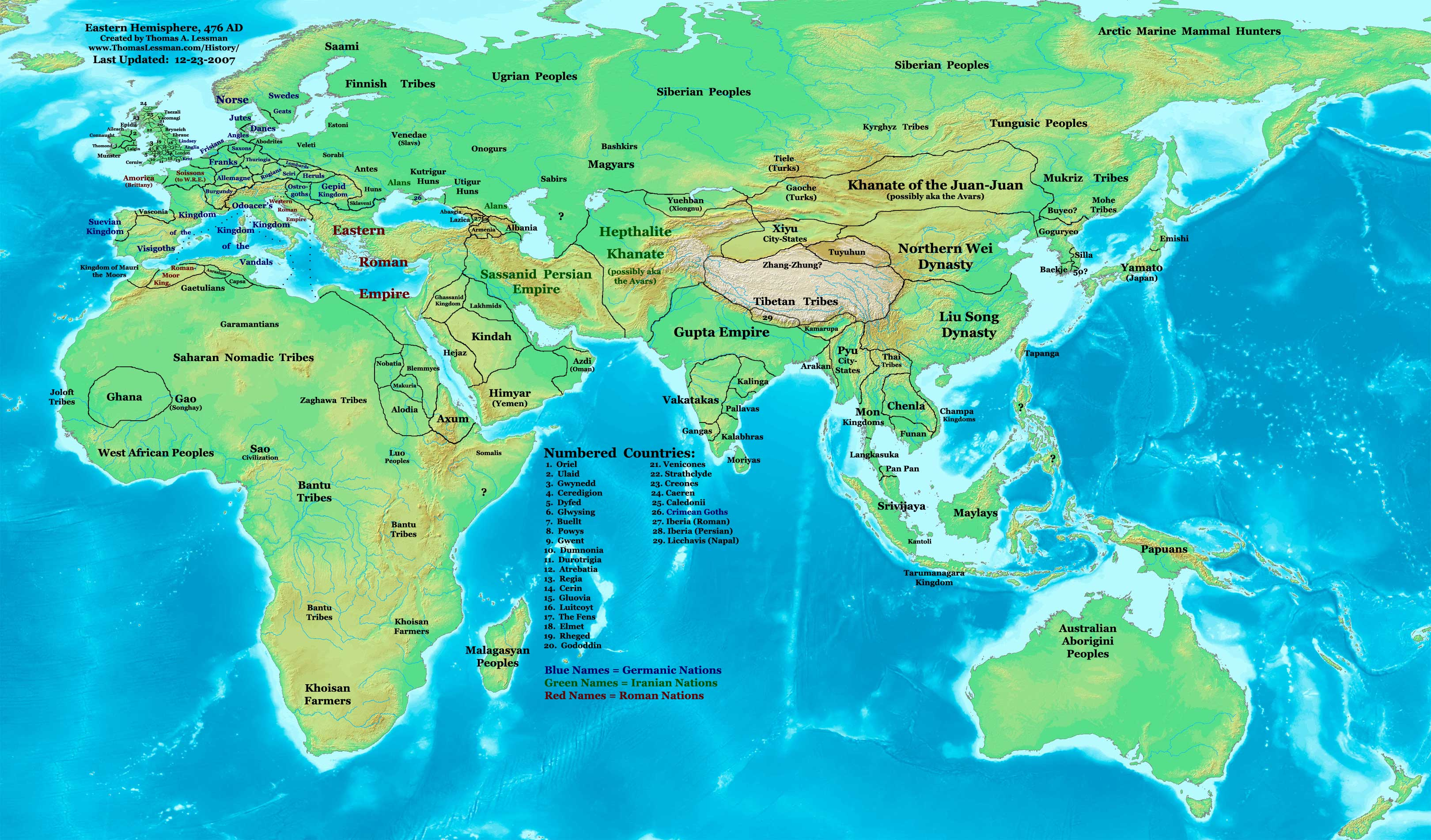
Römisches Imperium und Kaiserreich China

Zwischen Rom und Han-China gab es allerdings nie einen direkten Kontakt, sondern nur einen indirekten der durch die Steppenbewohner vermittelt wurde. Somit gelangen sowohl chinesische wie auch römische Luxusartikel in den gesamten Steppenraum zwischen Rom und China, die sich auf vielen Zwischenstationen ihren Weg in die jeweiligen Weltreiche verbreitet haben. Von den indirekten Wirtschaftskontakten profitierten die vielen Völker und Regionen des Steppengürtels, die als parthische Zwischenhändler fungierten.

#### Niedergang der Han-Dynastie
„Als Kaiser Wu im Jahre 87 v.Chr. starb, hinterließ er ein Reich, das finanziell zerüttet war und von Kriegen erschöpft.“ Einige militärische Niederlagen musste die Armee einstecken. Der Niedergang jedoch kam nicht von außen, sondern vom Inneren des Reiches. „Der Hof war von einem Skandal erschüttert worden, in dessen Folge Zehntausende von Menschen ermordet wurden, die Bauern lebten in schreiendem Elend, Großgrundbesitzer dehnten ihre Besitztümer immer weiter aus.“ Die Gesellschaft war in zwei Lager gespalten. „Auf der einen Seite die »Modernisten« oder Legisten, die einen starken Staat, wirtschaftliche Monopole, aktiven Außenhandel und Expansion fordern. Auf der anderen Seite die konfuzianischen »Reformer«, die eine physiokratische Wirtschaftspolitik vertreten: sie plädieren für autarke Landwirtschaft und Herrschaft durch Tugend, lehnen dagegen Merkantilisimus, Gesetze und Profitstreben ab. Der Hof möge sich also bescheiden geben und den Handel mit Luxusgütern unterlassen. Mitnichten, erwidern die Modernisten, gerade der Luxus am Hof beeindrucke fremde Völker; der Außenhandel sei daher essentiell für die Außenpolitik.“